# Anima motrix
Die Anima motrix ist ein von dem Astronomen Johannes Kepler verwendetes – aber nicht zutreffendes – Konzept im Rahmen seiner Planetentheorie, von der sich die heute als Keplergesetze bezeichneten Zusammenhänge erhalten haben.
Kepler kannte nicht die Theorie der Gravitation, die die Planeten in ihrer Umlaufbahn hält. Stattdessen spekulierte er, dass von der Sonne eine sich strahlenförmig ausbreitende, magnetartige Wirkung, ausgehe, die ebendiese Aufgabe erfülle.
Anima motrix: {\displaystyle k\sim {1 \over r^{2}}}
Er nannte sie die  anima motrix, „Seele des Bewegers“, ein Konzept, das auf Joseph Justus Scaligers Lehre der bewegenden Seelenkräfte zurückgeht, die noch tief in der Impetuslehre der Scholastik verwurzelt ist. Kepler bezeichnete sie als eine „gewisse göttliche Kraft“ (KGW I, 56), zu der noch die Seele der Himmelskörper hinzutritt, auf die die motrische Anima wirken kann (KGW I, 77), und so die himmlischen Bahnen erzeugt.
Die Beziehung der Intensität der Anima motrix zur Entfernung zwischen Sonne und Planet dachte er sich analog zur Abnahme der Intensität des Lichtes bei Entfernung von einer Lichtquelle, wobei die Wirkung der Anima motrix auf die Umlaufbahn der Planeten beschränkt war. Diesen Effekt nannte er vigor motus, die „(Lebens-)Kraft der Bewegung“. Kepler spricht ausdrücklich davon, dieser Zusammenhang sei „ganz deutlich dieselbe Gesetzmäßigkeit für die aus der Sonne heraustretenden Ströme von Licht und Kraft“ (KGW XIV, 280.653–657).
Kepler distanziert sich damit als erster dezidiert vom aristotelischen Konzept des ersten Bewegers (griechisch proton kinoun akineton, primum movens), den Urgrund, der alle Sphären des Kosmos durchströmt, und überall gleich wirkt: Er hätte jedem Körper eine konstante Winkelgeschwindigkeit verleihen müssen (Aristoteles: De Caelo II.10), was er später mit seiner Lex secunda widerlegt, und er hätte proportional zum Abstand vom Weltmittelpunkt wirken müssen, während Kepler die quadratisch-proportionale Wirkung benötigt, um seine Planetentheorie zu formulieren. In dem Maß, in dem die Anima von der Sonne aus abnimmt, nimmt auch der Bewegungsimpuls (motus impressio, KGW V, 121) der Himmelskörper ab.
Kepler hat die Anima motrix schon sehr früh formuliert, bereits um 1600 geht er (in Briefwechseln belegt) auf die Bezeichnung virtus motrix „Vermögen des Bewegers“ oder vis motrix „Kraft des Bewegers“ über (KGW III, 113). Bialas sieht darin einen ganz fundamentalen Schritt weg von aristotelisch-metaphysischen Konzepten der Seele hin zu dem der Kräftelehre, und damit einer physikalisch fundierten Himmelsmechanik anstelle von kosmogonisch verursachten Phänomenen.
Die quadratische Proportionalität hat Kepler erkannt, aber die Masseabhängigkeit, und auch die gegenseitige Wirkung der Körper aufeinander (den Charakter der Wechselwirkung), die für Kepler noch undenkbar war, führte erst Newton mit seinem Gravitationsgesetz der 1680er ein. Die Feldtheorien des späten 19. Jahrhunderts gehen fälschlich davon aus, dass die Gravitation nicht propagiere (sich ausbreite), sondern eine Fernwirkung – und daher etwas fundamental anderes als Licht – sei. Mit seiner Assoziation zum Magnetismus, der in seiner Zeit ebenfalls gerade erst formuliert wurde, lag Kepler dahingehend näher. In der allgemeinen Relativitätstheorie werden dagegen Gravitationswellen, also eine Ausbreitung der Gravitation, vorhergesagt.